# 益都街道
益都街道，是中华人民共和国山東省潍坊市青州市下辖的一个乡镇级行政单位。

## 行政区划
益都街道下辖以下地区：
康屯社区、任七里社区、孟七里社区、草庙社区、王桑社区、北城社区、西店社区、大华社区、石家社区、吴桑社区、叶家社区、卞万社区、东店社区、车站社区、小营村、大旺村、南河东村、北河东村、辛吕村、西张村、东辛村、西辛村、南辛村、北辛村、核桃园村、张石羊村、东三教村、西三教村、东夹涧村、西夹涧村、南夹涧村、北刘家村、东高村、西高村、陈店村、冯家村、吕屯村、小店村、冉家村、苑上村、黑牛王村、徐王村、东马官村、西马官村、刘店村、刘早村、北石家村、韩家村、东张村、夏家村、河崖村、东黄村和西黄村。